# Federico Pappacoda
 (Pisciotta, 22 giugno 1654 – Napoli, 2 luglio 1719) è stato un presbitero, letterato e poeta italiano.

## Biografia
Secondogenito di Francesco Pappacoda, III marchese di Pisciotta, e di sua moglie Livia Gesualdo, Federico nacque a Pisciotta, nei pressi di Salerno, il 22 giugno 1654. Come secondogenito, venne per lui predisposta la carriera ecclesiastica e, ancora giovanissimo, divenne abate di san Vito a Taranto.
Secondo quanto riportato da Giambattista Vico, Federico era un uomo colto ed appassionato di lettere e fu lui a proporre a Luis Francisco de la Cerda y Aragón, duca di Medinaceli, viceré di Napoli, di istituire nella capitale partenopea un'accademia presso il palazzo reale così da poter far convergere in un unico convegno le menti più brillanti dell'intero regno. Con l'approvazione dell'istituzione il 20 marzo 1698, il Pappacoda ne divenne segretario. All'interno dei lavori dell'accademia, Federico fu poeta di stile petrarchista
L'istituzione, per quanto ammirevole, terminò miseramente i propri giorni a seguito della scoperta nel 1701 della congiura di Macchia nella quale molti aristocratici erano coinvolti. 
Lo storico e scrittore contemporaneo Domenico Confuorto descriveva l'abate Pappacoda come uomo protervo e violento, dotato di propri armigeri coi quali provocava risse e malumori.
La sua morte, avvenuta a Napoli il 2 luglio 1719, avvenne in circostanze mai completamente accertate.

## Genealogia
|                                                      |                                        |                                           | Genitori                                        |  |  | Nonni |  |  | Bisnonni                                  |  |  | Trisnonni          |  |
|                                                      |                                        |                                           |                                                 |  |  |       |  |  | Cesare Pappacoda, I marchese di Pisciotta |  |  | Federico Pappacoda |  |
|                                                      |                                        |                                           |                                                 |  |  |       |  |  | Cesare Pappacoda, I marchese di Pisciotta |  |  | Federico Pappacoda |  |
|                                                      |                                        | Giovanna Severino                         |                                                 |  |  |       |  |  | Cesare Pappacoda, I marchese di Pisciotta |  |  |                    |  |
| Nicola Federico Pappacoda, II marchese di Pisciotta  |                                        |                                           |                                                 |  |  |       |  |  | Cesare Pappacoda, I marchese di Pisciotta |  |  |                    |  |
|                                                      |                                        | Aurelia della Marra                       | ?                                               |  |  |       |  |  |                                           |  |  |                    |  |
|                                                      |                                        | Aurelia della Marra                       | ?                                               |  |  |       |  |  |                                           |  |  |                    |  |
|                                                      |                                        | Aurelia della Marra                       | ?                                               |  |  |       |  |  |                                           |  |  |                    |  |
| Francesco Pappacoda, III marchese di Pisciotta       |                                        | Aurelia della Marra                       |                                                 |  |  |       |  |  |                                           |  |  |                    |  |
|                                                      |                                        | Mario Mattei, barone di Paganica          | Fabio Mattei, barone di Paganica                |  |  |       |  |  |                                           |  |  |                    |  |
|                                                      |                                        | Mario Mattei, barone di Paganica          | Fabio Mattei, barone di Paganica                |  |  |       |  |  |                                           |  |  |                    |  |
|                                                      |                                        | Mario Mattei, barone di Paganica          | Faustina Orsini                                 |  |  |       |  |  |                                           |  |  |                    |  |
| Porzia Mattei                                        |                                        | Mario Mattei, barone di Paganica          |                                                 |  |  |       |  |  |                                           |  |  |                    |  |
|                                                      |                                        | Prudenzia Cenci                           | Ludovico Cenci                                  |  |  |       |  |  |                                           |  |  |                    |  |
|                                                      |                                        | Prudenzia Cenci                           | Ludovico Cenci                                  |  |  |       |  |  |                                           |  |  |                    |  |
|                                                      |                                        | Prudenzia Cenci                           | Laura Lante                                     |  |  |       |  |  |                                           |  |  |                    |  |
| Federico Pappacoda                                   |                                        | Prudenzia Cenci                           |                                                 |  |  |       |  |  |                                           |  |  |                    |  |
|                                                      | Fabio Gesualdo, signore di Pescopagano | Matteo Gesualdo, signore di Vietri e Tito |                                                 |  |  |       |  |  |                                           |  |  |                    |  |
|                                                      | Fabio Gesualdo, signore di Pescopagano | Matteo Gesualdo, signore di Vietri e Tito |                                                 |  |  |       |  |  |                                           |  |  |                    |  |
|                                                      | Fabio Gesualdo, signore di Pescopagano | Caterina Ferrillo                         |                                                 |  |  |       |  |  |                                           |  |  |                    |  |
| Giovanni Girolamo Gesualdo, signore di Santo Stefano | Fabio Gesualdo, signore di Pescopagano |                                           |                                                 |  |  |       |  |  |                                           |  |  |                    |  |
|                                                      |                                        | Laura Loffredo                            | Ferdinando Loffredo, I marchese di Trevico      |  |  |       |  |  |                                           |  |  |                    |  |
|                                                      |                                        | Laura Loffredo                            | Ferdinando Loffredo, I marchese di Trevico      |  |  |       |  |  |                                           |  |  |                    |  |
|                                                      |                                        | Laura Loffredo                            | Diana Spinelli di Seminara                      |  |  |       |  |  |                                           |  |  |                    |  |
| Livia Gesualdo                                       |                                        | Laura Loffredo                            |                                                 |  |  |       |  |  |                                           |  |  |                    |  |
|                                                      |                                        | Luigi Alfonso de Silva                    | Rodrigo de Silva y Mendoza, II duca di Pastrana |  |  |       |  |  |                                           |  |  |                    |  |
|                                                      |                                        | Luigi Alfonso de Silva                    | Rodrigo de Silva y Mendoza, II duca di Pastrana |  |  |       |  |  |                                           |  |  |                    |  |
|                                                      |                                        | Luigi Alfonso de Silva                    | Ana de Portugal y Borja                         |  |  |       |  |  |                                           |  |  |                    |  |
| Livia de Silva                                       |                                        | Luigi Alfonso de Silva                    |                                                 |  |  |       |  |  |                                           |  |  |                    |  |
|                                                      |                                        | Livia Minutolo                            | Andrea Minutolo                                 |  |  |       |  |  |                                           |  |  |                    |  |
|                                                      |                                        | Livia Minutolo                            | Andrea Minutolo                                 |  |  |       |  |  |                                           |  |  |                    |  |
|                                                      |                                        | Livia Minutolo                            | Lucrezia Vulcano                                |  |  |       |  |  |                                           |  |  |                    |  |
|                                                      |                                        | Livia Minutolo                            |                                                 |  |  |       |  |  |                                           |  |  |                    |  |